# Municipio de Shiley
El municipio de Shiley (en inglés: Shiley Township) es un municipio ubicado en el condado de Pawnee en el estado estadounidense de Kansas. En el año 2010 tenía una población de 20 habitantes y una densidad poblacional de 0,21 personas por km².

## Geografía
El municipio de Shiley se encuentra ubicado en las coordenadas 38°18′47″N 99°31′19″O / 38.31306, -99.52194. Según la Oficina del Censo de los Estados Unidos, el municipio tiene una superficie total de 94.29 km², de la cual 94,15 km² corresponden a tierra firme y (0,15 %) 0,14 km² es agua.

## Demografía
Según el censo de 2010, había 20 personas residiendo en el municipio de Shiley. La densidad de población era de 0,21 hab./km². De los 20 habitantes, el municipio de Shiley estaba compuesto por el 100 % blancos. Del total de la población el 0 % eran hispanos o latinos de cualquier raza.